# Contea di Fan
La contea di Fan (范县S, Fàn XiànP) è una contea della Cina, situata nella provincia di Henan e amministrata dalla prefettura di Puyang.